# Félix Mbayu
Félix Mbayu est un homme politique camerounais, il est ministre délégué auprès du Ministère des Relations Extérieures, chargé des affaires du Commonwealth depuis 2018,.

## Éducation
Félix Mbayu est né à Mankon, Bamenda. Il a effectué ses études primaires à l'école primaire St Joseph, où il a obtenu son certificat d'études primaires.
Il a ensuite poursuivi ses études secondaires au Collège Sacré-Cœur de Mankon, puis au Collège d'Arts, de Sciences et de Technologie du Cameroun à Bambili, où il a obtenu son baccalauréat.
Par la suite, il a obtenu une licence en droit à l'Université de Yaoundé, ainsi qu'une maîtrise en relations internationales à l'Institut des Relations Internationales du Cameroun (IRIC) à Yaoundé.
Il possède également des diplômes en gestion publique de l'Institut Supérieur de Gestion Publique à Yaoundé, en transactions économiques internationales de l'UNITAR, en politique étrangère américaine de New York, et en gestion de la dette publique.

## Carrière
De 1999 à 2001, Félix Mbayu a été négociateur en chef du groupe africain pour la Déclaration du Millénaire des Nations Unies, et vice-président de la Commission économique et financière de l'Assemblée générale des Nations Unies.
En 2001, il est devenu chef de cabinet à la Présidence pour le Conseil économique et social des Nations Unies, poste qu'il a occupé jusqu'en 2002. L'année suivante, il a été membre de l'équipe camerounaise au Conseil de sécurité des Nations Unies.

## Carrière politique
Félix Mbayu a débute en tant que fonctionnaire au Ministère des Relations Extérieures , où il a occupé le poste de haut fonctionnaire au Département des Organisations Internationales. Il a ensuite occupé fonctions de responsabilité suivante : 
Chef de service adjoint chargé des organisations régionales
Chef de service pour les affaires européennes et directeur adjoint pour les affaires américaines et océaniennes.
Par la suite, il a travaillé comme consul adjoint à l'ambassade du Cameroun à Tokyo, au Japon.
Entre 1991 et 1997, il a exercé en tant que chargé d'affaires par intérim à l'ambassade du Cameroun à Tokyo, avec une expertise sur la Corée du Sud, la Malaisie, l'Indonésie et les Philippines.
De 1997 à 2001, il a occupé le poste de 1er Consul (n°2) à la Délégation permanente du Cameroun auprès des Nations Unies à New York.
En 2012, il a été nommé secrétaire général du ministère des Relations extérieures.
Depuis 2018, Félix Mbayu est ministre délégué auprès du Ministère des Relations Extérieures chargé du Commonwealth.

## Distinctions
- Chevalier de l'Ordre national de la Valeur
- Chevalier de l'Ordre de la Valeur du Cameroun
- Nkyanti (Notable à Mankon)[4].
- Officier de l'Ordre du Mérite français[3].